# Sacquenville

Sacquenville este o comună în departamentul Eure, Franța. În 1 ianuarie 2022 avea o populație de 1.207 de locuitori.